# Château d'Happlaincourt
Les ruines du château d'Happlaincourt sont situées sur le territoire de la commune de Villers-Carbonnel dans l'Est du département de la Somme. Plus précisément, elles se trouvent sur les bords du canal du Nord.

## Historique
Le château du XIIIe siècle a été en grande partie détruit pendant la Première Guerre mondiale. Il consistait au Moyen Âge en un quadrilatère de bâtiments situé sur un terre-plein maçonné, entouré de fossés en eaux. La seigneurie d'Happlaincourt a appartenu à la famille d'Happlaincourt jusqu'au XVIe siècle.

### Naissance de laLigue
En juin 1576, avec l'appui de seigneurs des environs réunis au château d'Happlaincourt, Jacques d'Humières rédigea un manifeste qui fut rendu public à Péronne en février 1577,. Ce manifeste était en fait un appel lancé aux princes et prélats du royaume, afin de rétablir la religion catholique et « l’obéissance de Sa Majesté ». Le mouvement gagna la plupart des villes de Picardie : outre Péronne, Abbeville, Amiens, Corbie, Encre, Saint-Quentin, Beauvais adhérèrent à la Ligue catholique. Soutenu par l’Espagne, le mouvement gagna toute la France.
La seigneurie et le château passent ensuite, par le mariage en 1578 entre Sarah d'Happlaincourt et Jean d'Estampes, seigneur de Valençay, à la famille d'Étampes, jusqu'à leur vente en 1713 à Philippe d'Amerval. 
En 1826, la famille d'Amerval revend le château à Yves Gilbert Jallu (1768-1831), conseiller à la Cour royale d'Amiens , dont la descendance le conserve  jusqu'à la fin du XIXe siècle.

## Caractéristiques
Au début du XXe siècle, un seul côté du quadrilatère comportait encore des bâtiments, consistant en un long corps de logis construit en pierre sur deux niveaux, avec, en son centre, un massif pavillon, cantonné du côté des douves, par deux tours engagées encadrant l'entrée. Cette dernière se faisait sur un pont dormant, construit aussi en pierre. Au XIXe siècle, existait un autre corps de logis en retour sur la cour.
L'aspect du château d'Happlaincourt, jusqu'en 1914, est connu par des dessins des frères Duthoit, des lithographies, des photos et des cartes postales anciennes.
Sont visibles aujourd'hui, des restes de tours et des bases de murailles. Les ruines ont été inscrites aux monuments historiques, par arrêté du 24 avril 1926.

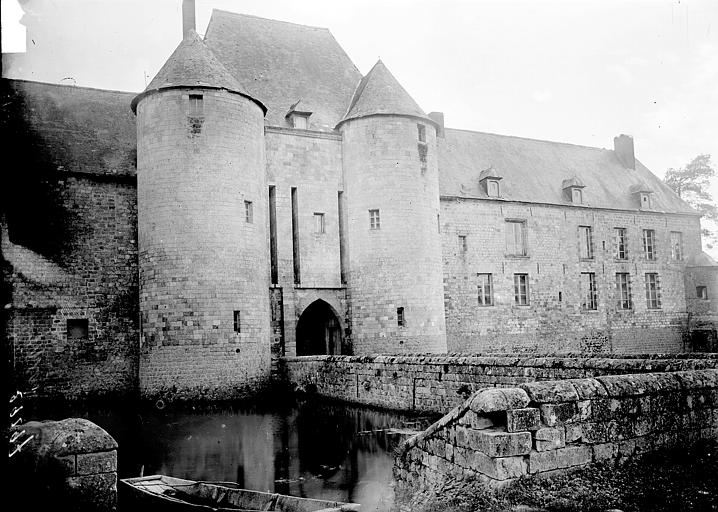
Châtelet d'entrée et ses douves.
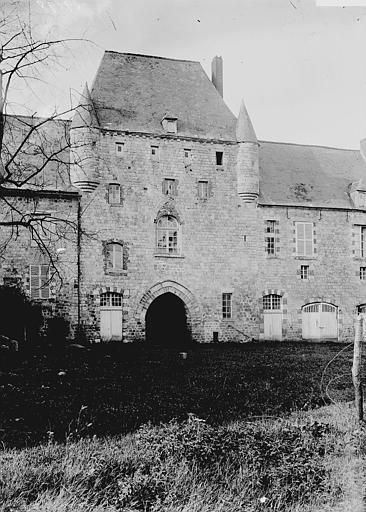
Façade arrière du châtelet.